# Kismarja - Pocsaj - Esztári-gyepek
Kismarja - Pocsaj - Esztári-gyepek este o arie protejată (arie specială de conservare — SAC, sit de importanță comunitară — SCI) din Ungaria întinsă pe o suprafață de 2.427,05 ha, integral pe uscat.

## Localizare
Centrul sitului Kismarja - Pocsaj - Esztári-gyepek este situat la coordonatele 47°15′18″N 21°50′43″E / 47.255°N 21.845278°E.

## Înființare
Situl Kismarja - Pocsaj - Esztári-gyepek a fost declarat sit de importanță comunitară în mai 2004 pentru a proteja 2 specii de plante și 14 specii de animale. Situl a fost protejat și ca arie specială de conservare în februarie 2010.

## Biodiversitate
Situată în ecoregiunea panonică, aria protejată conține 7 habitate naturale: Mlaștini alcaline, Păduri stepice euro-siberiene cu Quercus spp., Lacuri și iazuri distrofice naturale, Pajiști stepice panonice pe loess, Stepe și mlaștini sărate panonice, Pajiști aluvionare inundabile, de Cnidion dubii, Fânețe de joasă altitudine (Alopecurus pratensis, Sanguisorba officinalis).
La baza desemnării sitului se află mai multe specii protejate:
- plante (2): otrățelul bălților (Aldrovanda vesiculosa), Cirsium brachycephalum
- amfibieni (2): buhai de baltă cu burta roșie (Bombina bombina), triton cu creastă dobrogean (Triturus dobrogicus)
- mamifere (2): vidră de râu (Lutra lutra), popândău (Spermophilus citellus)
- nevertebrate (4): Cucujus cinnaberinus, orthosia schmidtii (Dioszeghyana schmidtii), Gortyna borelii lunata, fluturele purpuriu (Lycaena dispar)
- pești (5): avat (Aspius aspius), zvârluga (Cobitis taenia), romanogobio albipinnatus (Gobio albipinnatus), boarță (Rhodeus sericeus amarus), dunăriță (Sabanejewia aurata)
- reptile (1): țestoasa de baltă (Emys orbicularis)

Pe lângă speciile protejate, pe teritoriul sitului au mai fost identificate 7 specii de plante, 1 specie de păsări, 5 specii de nevertebrate.